# نيلسون فالديز

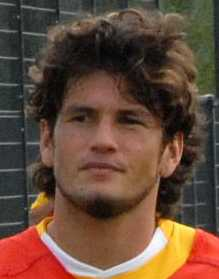
نيلسون فالديز

نيسلون أنتونيو هايدو فالديز (بالإسبانية: Nelson Haedo Valdez)‏، من مواليد 28 نوفمبر 1983 في كاغوازو في باراغواي، لاعب كرة قدم باراغوياني.
بدأ مسيرته الكروية مع نادي أتلتيكو تيمبيتاري في عام 2000، ولعب معهم حتى عام 2001، وفي عام 2001 انتقل إلى نادي فيردر بريمن الألماني، ولعب معهم حتى عام 2006، وشارك معهم في 80 مباراة وسجل 21 هدف، لعب مع نادي بروسيا دورتموند الألماني سابقاً وحالياً يلعب في نادي إيركوليس الإسباني.
منذ عام2004 وهو يلعب مع منتخب باراغواي لكرة القدم.

## روابط خارجية
- نيلسون فالديز على موقع الاتحاد الدولي (مؤرشف)  (الإنجليزية)
- نيلسون فالديز على موقع الاتحاد الأوربي (الإنجليزية)
- نيلسون فالديز على موقع الدوري الأمريكي (الإنجليزية)
- نيلسون فالديز على موقع قاعدة بيانات كرة القدم.إي يو (الإنجليزية)
- نيلسون فالديز على موقع بيانات كرة القدم. دي إي (الألمانية)
- نيلسون فالديز على موقع ناشيونال فوتبول تيمز (الإنجليزية)
- نيلسون فالديز على موقع Soccerway.com (الإنجليزية)
- نيلسون فالديز على موقع عالم كرة القدم.نت (الإنجليزية)
- نيلسون فالديز على موقع كووورة
- نيلسون فالديز على موقع أوليمبيديا (الإنجليزية)